# Эскаланте, Венсеслао
Венсеслао Эскаланте (исп. Wenceslao Escalante; 28 сентября 1852 года, Санта-Фе, Аргентина — 23 марта 1912 года, Буэнос-Айрес, Аргентина) — аргентинский политик и юрист. Был частью «поколения 1880-х», при правлении которого Аргентина превратилась в ярко выраженного экспортёра сельскохозяйственной продукции.

## Биография
Родился в 1852 году в Санта-Фе. В 1860 году его семья переселилась в Буэнос-Айрес, где в Университете Буэнос-Айреса он завершил своё высшее образование и получил диплом юриста в возрасте 21 года в 1874 году.
Был чиновником в правительствах Луиса Саенса Пеньи, Урибуру и Рока (во время его второго срока).
Руководил Национальным ипотечным банком (исп. Banco Hipotecario Nacional) до 1881 года, а также был директором Банка Аргентины.
С 1884 года — профессор кафедры философии права в Университете Буэнос-Айреса.
В 1887 году был депутатом от провинции Буэнос-Айрес.
В феврале-июне 1893 года занимал пост министра внутренних дел Аргентины.
В 1897—1898 годах был министром экономики Аргентины, а в 1901 году был назначен министром сельского хозяйства Аргентины. Во время его нахождения на этом посту был основан Высший институт агрономии и ветеринарной медицины, позже включённый в состав Университета Буэнос-Айреса в качестве факультета.
В 1904 году занимал пост министра общественных работ Аргентины.
В 1908—1909 годах был председателем Национальной академии права и социальных наук Буэнос-Айреса.

## Личная жизнь
Женился 27 февраля 1884 года в городе Сан-Мигель-де-Тукуман на Луизе Хавьере Рето Рока, от которой у него было четверо детей: Мария Луиза, Сара, Венсеслао и Артуро Венсеслао.

## Память
В провинции Кордова есть город под названием Венсеслао-Эскаланте; в городе Санта-Фе сегодня есть квартал, площадь, школа и два клуба, носящие его имя.
В провинции Чубут его имя было присвоено городу и двум железнодорожным станциям (Эскаланте и Кампаменто-Эскаланте), а также департаменту в южной части провинции, где Эскаланте в бытность министром сельского хозяйства нарезал участки для бурских поселенцев.